# Kościół Saint Severin w Paryżu
Kościół Saint Severin (św. Seweryna) w Paryżu – zabytkowy późnogotycki kościół katolicki w Dzielnicy Łacińskiej, na lewym brzegu Sekwany.

## Historia

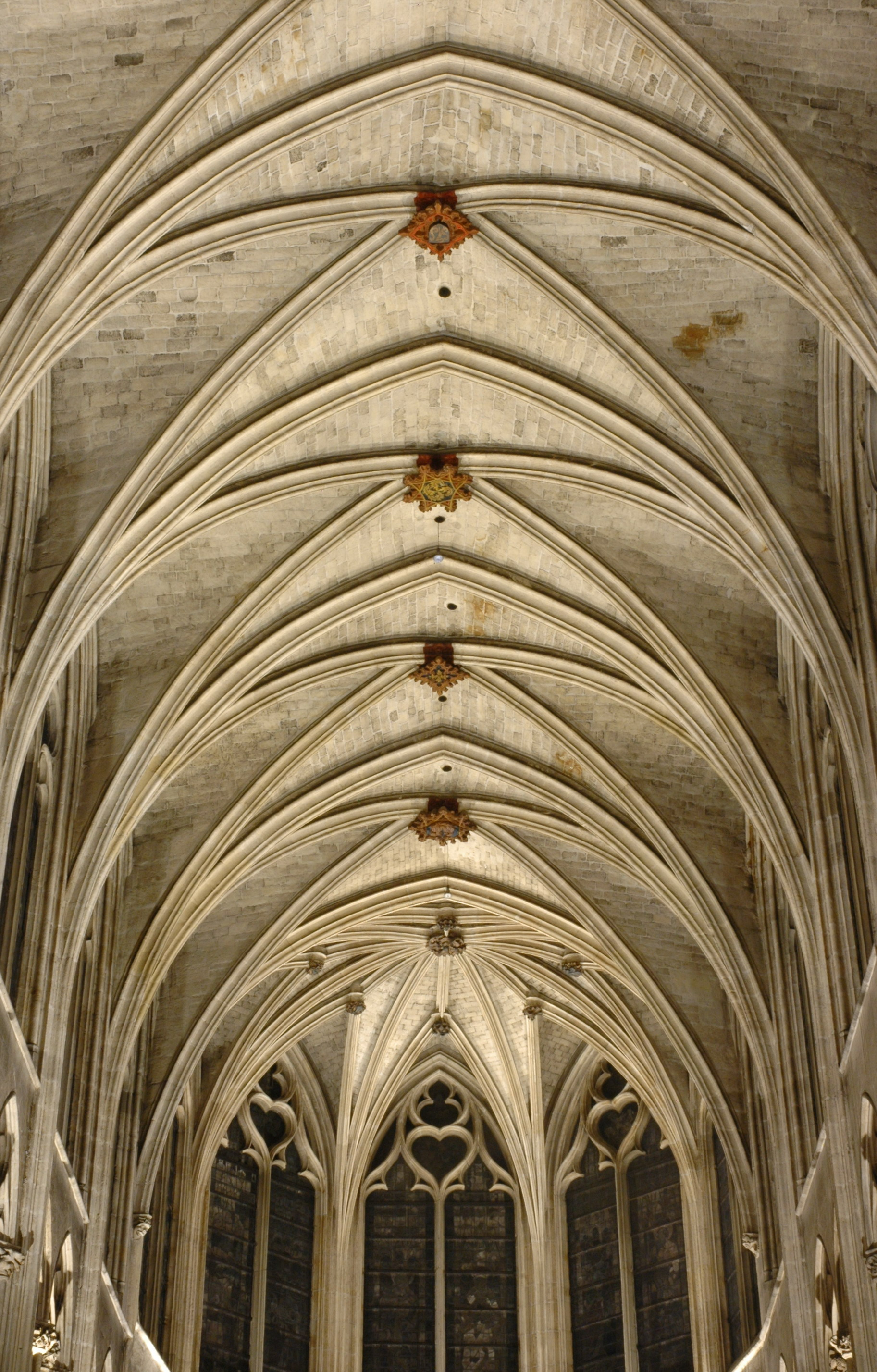
Sklepienie kościoła

Patron kościoła, św. Seweryn, był pustelnikiem żyjącym w pobliżu znajdującej się w VI wieku na miejscu dzisiejszego kościoła kaplicy. Gdy zmarł, został w niej pochowany, jednak imponującą bazylikę zniszczyli wikingowie. Została odbudowana w XI wieku, w poważnie zmienionej formie, co czyni z kościoła św. Seweryna najstarszy tego typu obiekt na lewym brzegu Sekwany. Jego obecna forma została jednak w dużej mierze ukształtowana przez przebudowę w XV wieku, w stylu gotyku płomienistego. Po tym okresie w bryle budynku nie zachodziły większe zmiany; jedynie w XVII wieku Mansart dobudował do niego jedną kaplicę, a kuzynka Ludwika XIV sfinansowała redekorację chóru oraz zakup imponujących organów. W XIX wieku był to jeden z ulubionych kościołów polskiej emigracji w Paryżu. W 1956 roku teren kościoła i klasztoru był areną protestów przeciw wojnie w Algierii. 
W kościele znajduje się dzwon z 1412 roku. 

## Architektura
Zespół architektoniczny kościoła i klasztoru zajmuje obszar wyznaczony ulicami Prêtres-Saint-Séverin, la Parcheminerie, Saint-Jacques i Saint-Séverin. Obiekt posiada typowe cechy późnego gotyku – bogate zdobnictwo zewnętrzne, w tym najbardziej znane gargulce, lekkość konstrukcji, przypory, sterczyny i wimpergi. Wnętrze również jest typowo gotyckie. Na uwagę zasługuje zespół witraży, w tym rzadkie w Europie zachodniej wyobrażenie Drzewa Jessego. Nawy kościoła oparte są na filarach, z których niektóre mają formę palmowych pni. Sklepienie jest krzyżowo-żebrowe. 

## Rola w polskiej historii

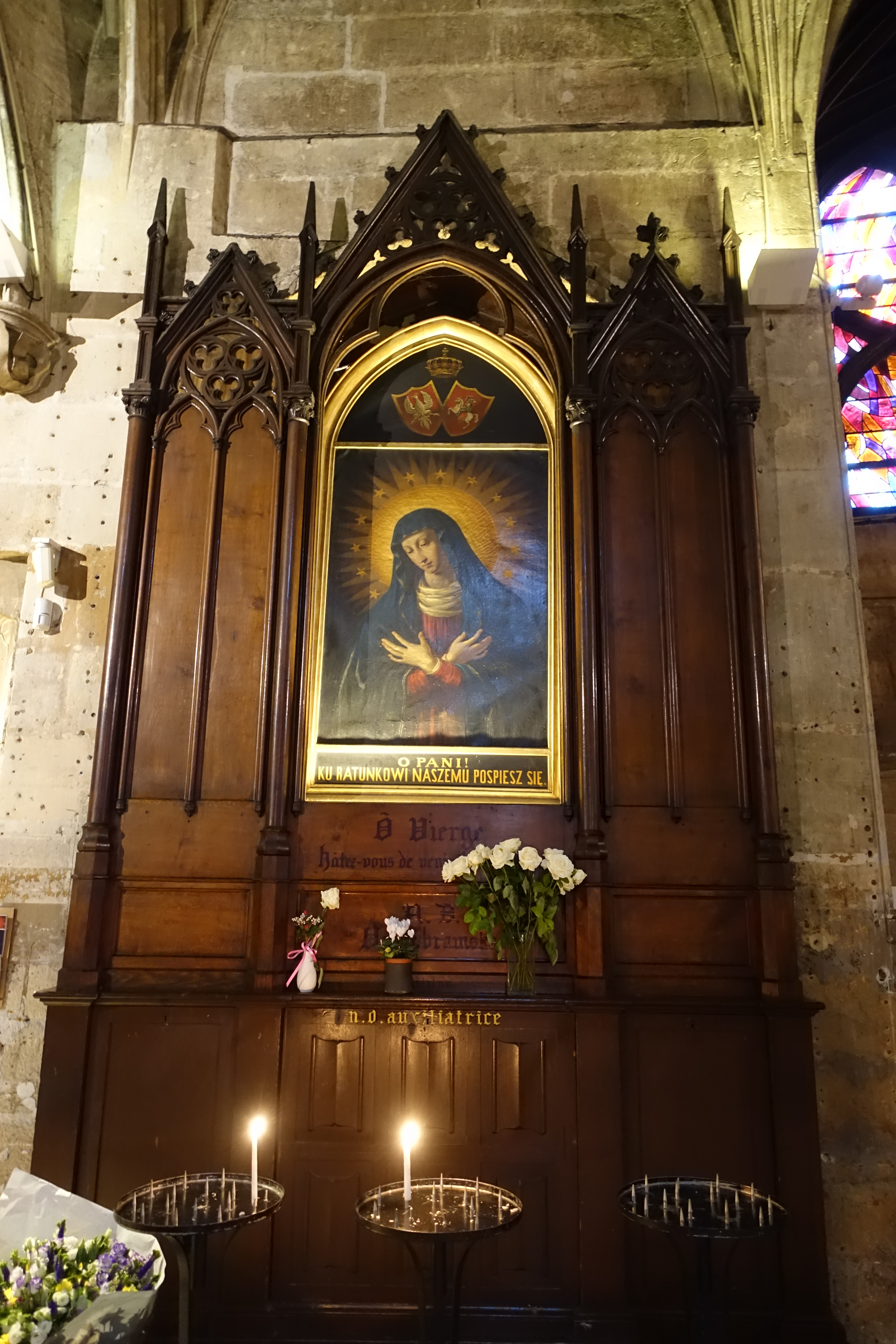
Obraz Walentego Wańkowicza w bocznej nawie kościoła

Kościół świętego Seweryna stał się w XIX wieku ulubionym miejscem nabożeństw Polaków z Wielkiej Emigracji. Spotykali się tu min. Adam Mickiewicz, Seweryn Goszczyński, Juliusz Słowacki, Józef Bem, Zygmunt Krasiński, Maurycy Mochnacki czy Fryderyk Chopin.
W jednej z bocznych kaplic, w lewej nawie wisi obraz autorstwa Walentego Wańkowicza,  z apelem: O PANI! KU RATUNKOWI NASZEMU POSPIESZ SIĘ, będący kopią obrazu Matki Boskiej Ostrobramskiej, przywieziony z Wilna i zawieszony tutaj 8 XII 1841 r. przez Andrzeja Towiańskiego, przywódcę Koła Sprawy Bożej.  Przed tym obrazem zbierali się w modlitwie polscy tułacze Wielkiej Emigracji.